# Casa Senyorial de Malnava
La Casa Senyorial de Malnava (en letó: Malnavas muiža) es troba a la regió històrica de Latgàlia, al municipi de Kārsava  de l'est de Letònia.

## Història
Una nova casa, més gran va ser construïda, després d'haver sofert l'anterior greus danys a l'estructura, a la vora del final de la Segona Guerra Mundial. L'edifici forma part de la Universitat de Malnava i existeix també l'escola secundària de formació agrícola i tècnica.